# Lionel Luthor
Lionel Luthor est un personnage fictif de la série télévisée Smallville, interprété par John Glover.
Invité vedette dans la première saison, John Glover devient un acteur principal de la série à partir de la deuxième saison jusqu'à la mort du personnage qu'il interprète dans la septième saison. Il réapparaîtra dans la 10e saison pour encore quatre épisodes. Dans Smallville, Lionel Luthor est le père de Lex Luthor, fondateur et PDG de LuthorCorp. Le personnage du père de Lex Luthor a d'abord été présenté sous un nom différent dans la bande dessinée Superman par Jerry Siegel en 1961. Bien que le père de Lex est apparu dans d'autres médias liés à Superman, Smallville représente pour la première fois le personnage comme une partie intégrante d'une adaptation de Superman. Les producteurs Alfred Gough et Miles Millar ont créé une nouvelle version du personnage en 2001 pour fournir une antithèse du style parental de Jonathan et Martha Kent.

## Biographie fictive
Lionel Luthor naît en 1944. Ses parents sont Lachlan et Eliza Luthor. La famille est pauvre et Lachlan est un criminel notoire.
Lionel est marié avec Lillian et ils auront deux enfants: Alexander "Lex" Luthor et Julian luthor. Ce dernier sera tué par sa mère quelques semaines après sa naissance. Ce meurtre sera longtemps attribué à Lex. Lionel a également deux enfants illégitimes : Lucas et Lutessa Luthor.
En 1989, Lionel et son fils Lex se rendent à Smallville lorsque Lionel souhaite acheter l'entreprise de crème de maïs des Ross, mais ils sont pris dans une pluie de météorites ayant pour conséquence la perte des cheveux de Lex. Douze ans plus tard, Lionel envoie son fils à Smallville pour diriger l'usine d'engrais locaux LuthorCorp, afin de le tester. Lorsque Lex réussit à réaliser un bénéfice pour la première fois depuis des années, Lionel ferme l'usine et lui reproche son manque de compétences en tant que gestionnaire. Cependant, alors qu'ils se disputent au manoir, une tempête cause le blocage de Lionel sous une poutre. Lex, après avoir hésité, conduit son père à l'hôpital de Smallville où il est sauvé mais perd la vue. Plus tard, Lex et son demi-frère Lucas élaborent un plan qui met un terme à la tromperie de Lionel ; il est révélé que Lionel était aveugle, mais que ses yeux ont guéri et qu'il a volontairement omis de le dire à tout le monde afin qu'il puisse voir comment agit son entourage. Par la suite, Lionel tente de percer les mystères des symboles sur les murs de la grotte Kawatche, à la grande consternation de Clark Kent.
Dans la troisième saison, il est révélé que Lionel a conspiré avec Morgan Edge l'assassinat de ses propres parents et a utilisé l'argent de l'assurance pour financer LuthorCorp. Lionel envoie Lex dans un établissement psychiatrique lorsque son fils découvre ce qu'il a fait. Chloe Sullivan découvre la vérité, et utilise cette preuve pour aider Lex à faire arrêter Lionel. Il est également diagnostiqué que Lionel a une maladie du foie mortelle, dont il en informe Lex en attendant sa comparution. Après avoir été condamné à la prison pour l'assassinat de ses parents, Lionel tente d'échanger de corps avec Lex pour que son fils puisse passer le reste de sa vie en prison alors que Lionel serait libre dans le corps de Lex. Clark intervient et Lionel échange de corps avec lui à la place. Quand lui et Clark retrouvent leurs corps, Lionel découvre que sa maladie est guérie, et se trouve un nouveau but dans la vie. Libéré de prison grâce à Geneviève Teague, Lionel commence à chercher les trois pierres de la connaissance. Cette quête amène Lionel à tomber dans un état catatonique après avoir téléchargé les connaissances kryptoniennes. Lionel est ensuite tiré de son état catatonique par Jor-El, qui se sert de lui comme un intermédiaire par lequel Jor-El peut parler avec son fils, Kal-El (Clark). Lorsque Jor-El le contrôle, Lionel commence à aider Clark en trouvant des excuses pour son comportement et ses disparitions inexpliquées. 
Lors de la septième saison, il est révélé que Lionel, avec les familles Teague, Queen et Swann, a formé une société secrète connue sous le nom de « Veritas », dans le but de protéger un voyageur extraterrestre, qui s'avère être Clark. Le secret de Veritas causera par la suite la mort de Lionel des mains de Lex, qui se rend compte que son père a voulu dissimuler la vérité au sujet du voyageur. 
Dans la dixième saison, on découvre que Lionel Luthor est en réalité le père de Tess Mercer (alias Lutessa Lena Luthor), qu'il a abandonnée quand cette dernière était enfant. Clark se rend ensuite dans un monde parallèle où Lionel a choisi d'assassiner Lex pour élever Clark en tant que Ultraman, un super vilain. Lorsque Clark retourne dans son monde, le Lionel du monde parallèle le suit et révèle sa présence au monde entier en réclamant la restitution de Luthorcorp. 
Après avoir été chassé par Tess, qui a donné la preuve qu'il était un imposteur, Lionel va au cimetière voir la tombe de son fils, mais Darkseid apparait. Lionel réapparait dans le dernier épisode de la série. En effet, il découvre un clone de Lex, une copie exacte qui a besoin d'un cœur fiable. Il kidnappe Tess dans le but de lui prendre son cœur, mais elle lui tire dessus et s'échappe. Avant de mourir, Lionel fait un pacte avec Darkseid : son âme contre la vie de Lex. Ce dernier se réveille et Darkseid, dans le défunt corps de Lionel, est ensuite désintégré par Clark.